# Боре
 Тази статия е за италианското село.  За албанското село вижте Борие (община Кукъс).  
Бо̀ре (на италиански: Bore, на местен диалект Bòri, Бори) е село и община в северна Италия, провинция Парма, регион Емилия-Романя. Разположено е на 835 m надморска височина. Населението на общината е 800 души (към 2010 г.).